# École des beaux-arts de Lille
Pour les articles homonymes, voir École des beaux-arts.
L'école des beaux-arts de Lille est une école d'art et d'architecture française fondée en 1755 qui a fourni des peintres, sculpteurs et architectes jusqu'au XXe siècle, dont plusieurs obtinrent le prix de Rome.

## Historique

### Création et développement
Le 17 février 1755, la municipalité de Lille ouvre sur proposition du peintre Jean-Baptiste Joseph Le Tillier (Lille, 1728 - Paris, après 1777) une « école gratuite de dessin de Lille ». L'objet de cette école est de répondre aux besoins des manufactures et des fabricants en dessinateur pour leur industrie. Letillier proposera que les élèves travaillent d'après nature et demande à cet effet un modèle vivant, mais il n'est pas entendu et l'étude d'après nature ne commencera que dix ans plus tard.
L'école s'installe dans l'ancien hospice du 17 rue des Malades.
En 1760, l'architecte lillois François-Joseph Gombert (1725-1801) introduit à l'enseignement un cours sur l'architecture. En 1762, les mathématiques figurent au programme, enseignées par le médecin Nicolas Joseph Saladin (La Bassée, 1733 - Strasbourg, 1829).
En 1766, l'école s'installe dans de nouveaux bâtiments spécialement aménagés pour elle dans la rue des Récollets. Un règlement est édicté le 8 octobre 1766,. Les élèves ne peuvent s'inscrire en architecture qu'après avoir suivi les leçons de l'école de dessin. L'étude d'après le modèle vivant est enseignée. La moyenne d'âge des élèves à l'entrée de l'école est 17 ans. La distribution des prix a lieu le 18 octobre.
Outre l'enseignement, la ville de Lille organise des expositions annuelles pour les artistes amateurs et professionnels, les artisans, ainsi que pour élèves à partir de 1773 ; elles cesseront en 1820.
L'Académie des arts, fondée en 1775, permet aux artistes admis d'être totalement libérés des règlements et des taxes fixés par leurs corporations, et ce jusqu'en 1793, date de la suppression des académies. Les cours reprendront dans un établissement dénommé « École centrale » jusqu'au 22 mars 1803, date de sa suppression par décret impérial.
Parmi les professeurs, Louis Joseph Watteau aura un rôle déterminant dans la création en 1803 du musée des Beaux-Arts dont il fit l'inventaire. 
Le 28 août 1806, la Ville de Lille rétablit une école d'enseignement des métiers d'arts sous le nom d'« École académique », reconnue par un décret impérial du 7 janvier 1808.
L'école emménage vers 1830 dans un nouveau bâtiment construit à l'angle de la rue de la Monnaie et de la rue Alphonse-Colas en face du conservatoire.
En 1885, l'État créa dans plusieurs villes de France des écoles régionales d'architecture qui donnent le même enseignement, exécutent les mêmes épreuves et ont les mêmes sanctions que ceux de l'école des beaux-arts de Paris. Les études sont consacrées par le titre d'architecte diplômé par le gouvernement. Le 12 décembre 1905, le ministre de l'Instruction publique et des Beaux-Arts nomme Jules Batigny directeur de l'école régionale d'architecture de Lille au sein de l'école des beaux-arts de Lille. Georges Dehaudt, professeur du cours supérieur d'architecture de l'École régionale de Lille est nommé directeur par arrêté ministériel du 12 novembre 1909 en remplacement de Jules Batigny décédé.
L'arrivée de Robert Mallet-Stevens en octobre 1935 est l'occasion de faire parler de l'école dans la presse régionale.
La venue de cet architecte perçu comme très Parisien, déjà créateur en 1932 de la villa Cavrois dans la ville proche de Croix, est soutenue par Gabriel Pagnerre. Son projet de modernisation des enseignements sera stoppé par le déclenchement de la Seconde Guerre mondiale : sa démission est donnée en octobre 1939. Un projet immobilier pour l'école lui est dû, daté de 1936.
Sitôt nommé, Mallet-Stevens rédige une note dans un passage de laquelle (§ 8) il envisage de recourir à « des conférences à faire par des hommes très connus tant par leur activité que par leur passé. Ces conférences donneraient de la vie à l'École, ouvriraient des horizons nouveaux aux élèves et la qualité de premier plan des conférenciers donnerait à l'École un juste renom : »
1. ECLAIRAGE : André Salomon[11] (1891-1970)
2. VITRAUX : Louis Barillet (1880-1948)
3. MEUBLES : René Herbst (1891-1982)
4. HYGIENE : Dr Dequydt
5. AFFICHES :Jean Carlu (1900-1997)
6. PEINTURE : Albert Gleizes (1881-1953)
7. SCULPTURE : Jan Martel et Joel Martel (1896-1966)
8. ARCHITECTURE : Georges-Henri Pingusson (1894-1978)
9. URBANISME : Le Corbusier (1887-1965)
10. TYPOGRAPHIE  : Charles Peignot (1897-1983)
11. LE GAZ : Marcel Gaumont (1880-1962)
12. MAISON MINIMUM : Maurice Barret
13. DECORATION INTERIEURE : Pierre Chareau (1883-1950)
14. JARDINS ET PARCS : Jacques Gréber (1882-1982)
15. BIJOUX ORFEVRERIE : Raymond Templier (1891-1968)
16. HISTOIRE DE L'ART : Henri Focillon (1881-1943)
17. DECORS DE THEATRE Paul Colin (1892-1985)
18. HISTOIRE GOTHIQUE : Pol Abraham (1891-1966)
19. GRAVURE : Jean Émile Laboureur (1877-1943)
20. CONSTRUCTION : Eugène Freyssinet (1879-1962)
21. COMPOSITION DECORATIVE Jean Burkhalter (1895-1982),
22. ETHNOGRAPHIE : Georges Henri Rivière (1897-1985)

Or le programme de la scolarité 1937-1938 indique que le « cours d'architecture est suspendu », ce qui dénote les embarras que la venue d'un personnage de son envergure a provoqués.
En 1964, l'école est déplacée de la rue Alphonse-Colas au 97, boulevard Carnot, à l'angle de la rue des Urbanistes, dans un immeuble neuf édifié entre 1959 et 1964 par Marcel Favier et Ludwik Peretz.

### Fermeture
En 1977, l'école régionale d'architecture se sépare des Beaux-Arts et migre à Villeneuve-d'Ascq. L'école nationale supérieure d'architecture et de paysage de Lille est l'héritière de l'école des beaux-arts de Lille.

## Directeurs
- Louis-Jean Guéret[13], de 1755 à 1778.
- Louis Joseph Watteau (1731-1798).
- Parenthèse de l'expérience des « écoles centrales ».
- François Watteau (1758-1823), professeur à l'école de dessin.
- Édouard Liénard (1779-1848), directeur en 1823 de l'académie de dessin.
- François Souchon (1787-1857), nommé en 1836, jusqu'à sa mort, à la tête de l'école de peinture.
- Alphonse Colas (1818-1887).
- Jules Batigny, premier directeur de l'école régionale d'architecture en 1905.
- Émile Gavelle (1873-1956), de 1905 à 1935.
  - Albert Baert, assure l'intérim pendant la Première Guerre mondiale.
- À la mort de Batigny en 1909, Georges Dehaudt lui succède.
- Robert Mallet-Stevens, d'octobre 1935 à octobre 1939.
- Émile Dubuisson, assure l'intérim.
- Pierre Paul Desrumaux[14] (1899-1990), retour à la tradition de 1941 à 1967.
- Marcel Favier (prix Wicar 1912), en octobre 1943, est nommé directeur de l'école régionale d'architecture.
- Janik Rozo[15] (1920 Belfort - 1998 Paris), à partir de 1972.

## Enseignants
| Enseignant                        | Né en / Mort en | Maître                                                            | Spécialité                                                        | Prix / Distinction                 | Une réalisation illustrée |
| --------------------------------- | --------------- | ----------------------------------------------------------------- | ----------------------------------------------------------------- | ---------------------------------- | ------------------------- |
| Rober Clément                     | 1907 / 1991     | Paul Bigot (Beaux-Arts Paris)                                     | Architecture                                                      |                                    |                           |
| Jules Batigny                     | 1838 / 1909     | Hippolyte Le Bas (Beaux-Arts Paris)                               | Architecture                                                      | Chevalier LH                       | [ 16 ]                    |
| Charles Benvignat                 | 1806 / 1877     | André Chatillon (Beaux-Arts Paris)                                | Architecture                                                      | Chef d'atelier                     |                           |
| Aimé Blaise                       | 1877 / 1961     | Louis-Ernest Barrias (Beaux-Arts Paris)                           | Sculpture                                                         | Prix de Rome 1906                  |                           |
| Edgar Boutry                      | 1857 / 1938     | Albert Darcq                                                      | Sculpture                                                         | Prix de Rome 1887                  |                           |
| Jean-Baptiste Cadet de Beaupré    | 1758 / 1828     | Clodion                                                           | Sculpture                                                         |                                    |                           |
| Augustin Phidias Cadet de Beaupré | 1800 / 1864     | inconnu                                                           | Dessin - sculpture                                                |                                    |                           |
| Alphonse Colas                    | 1818 / 1887     | François Souchon                                                  | Peinture                                                          | Prix Wicar 1842                    |                           |
| Henri Contamine                   | 1818 / 1897     | Charles Benvignat                                                 | Architecture                                                      |                                    |                           |
| Albert Darcq                      | 1848 / 1895     | Alphonse Colas                                                    | Sculpture                                                         |                                    |                           |
| Georges Dehaudt                   | 1870 / 1947     | Émile Vandenbergh                                                 | Architecture                                                      |                                    |                           |
| Gaston Doisy                      | 1905 / 1992     | Georges Dehaudt                                                   | Architecture                                                      |                                    |                           |
| François-Joseph Delemer           | 1860 / 1938     | Louis-Jules André (Beaux-Arts Paris)                              | Architecture                                                      |                                    |                           |
| René Delannoy                     | 1882 / 1960     | Constant Moyaux (Beaux-Arts Paris)                                | Architecture                                                      |                                    | [ 17 ]                    |
| Pierre Paul Desrumaux             | 1899 / 1990     | inconnu                                                           | Peinture                                                          | Prix Wicar 1933                    |                           |
| Adolphe Dubuisson                 | 1839 / 1920     | inconnu                                                           | Architecture                                                      |                                    |                           |
| Émile Dubuisson                   | 1873 / 1947     | Émile Vandenbergh                                                 | Architecture                                                      |                                    |                           |
| Paul Antoine Hallez               | 1872 / 1965     | Pharaon de Winter                                                 | Peinture                                                          |                                    |                           |
| François-Joseph Gombert           | 1725 / 1801     | Pierre Vigné de Vigny                                             | Architecture                                                      |                                    |                           |
| Louis-Jean Guéret                 | 17** / 17**     | inconnu                                                           | Dessin                                                            |                                    |                           |
| Amé François Joseph Leplus        | 1770 / 1831     | inconnu                                                           | Architecture.                                                     |                                    |                           |
| Alphonse Leroy                    | 1820 / 1902     | Charles Cousin (graveur)                                          | Gravure                                                           |                                    |                           |
| Alexis Joseph Liétard             | 1766 / -        | inconnu                                                           | Architecture                                                      |                                    |                           |
| Charles-Édouard Maugendre-Villers | 1852 / 1922     | Auguste Dumont (Beaux-Arts Paris)                                 | Sculpture                                                         | Beau-père de Jean-Gabriel Domergue |                           |
| André Lys                         | 1909 / 1973     | Georges Dehaudt                                                   | Architecture                                                      |                                    |                           |
| Émile Morlaix                     | 1909 / 1990     | Alphonse Colas                                                    | Sculpture                                                         |                                    |                           |
| Henry Pluchart                    | 1835 / 1898     | Alexandre-Denis Abel de Pujol François Édouard Picot              | Peinture                                                          |                                    |                           |
| Fernand Sabatté                   | 1874 / 1940     | Gustave Moreau                                                    | Peinture                                                          |                                    |                           |
| François Souchon                  | 1787 / 1857     | Jacques-Louis David (Académie royale de peinture et de sculpture) | Peinture                                                          |                                    |                           |
| Jean-Baptiste Joseph Le Tillier   | 1728 / 1777     | inconnu                                                           | Peinture                                                          |                                    |                           |
| Émile Vandenbergh                 | 1827 / 1909     | Henri Labrouste (Beaux-Arts Paris)                                | Architecture                                                      |                                    |                           |
| François Watteau                  | 1758 / 1823     | Louis Joseph Watteau                                              | Peinture                                                          |                                    |                           |
| Louis Joseph Watteau              | 1731 / 1798     | Jacques Dumont (Beaux-Arts Paris)                                 | Dessin Adjoint en 1770 de L.-J. Guéret Directeur du cours en 1778 |                                    |                           |
| Pharaon de Winter                 | 1849 / 1924     | Alphonse Colas                                                    | Dessin - directeur du cours                                       |                                    |                           |
| Victor Mollet                     | 1860 / 1844     | Victor Laloux                                                     | Architecture                                                      |                                    |                           |
| Daniel Sénélar                    | 1966/1977       | Nicolas Untersteller                                              | Peinture                                                          | Prix de Rome 1951                  |                           |

- Édouard Dekeirel (1881-1974)
- N. Desmettre[21]. Embauche au 1er janvier 1906
- N. Dupuis [21]. Embauche au 1er novembre 1912
- Fortuné Albert Delphin Haeuw[21],[22](ca 1880 - 8 janvier 1925), sculpture; embauche au 1er octobre 1898
- N. Hemery[21]. Embauche au 28 juillet 1906
- J.L. Loubignac[21]. Embauche au 1er octobre 1913
- N. Salomez[21]. Embauche au 1er janvier 1891
- Nicolas Joseph Saladin, médecin[23], professeur de mathématiques

## Élèves notables

### Les élèves et leur maître lillois
| Élève                       | Né en / Mort en | Enseignant              | Spécialité       | Prix / Distinction                        | Une réalisation illustrée |
| --------------------------- | --------------- | ----------------------- | ---------------- | ----------------------------------------- | ------------------------- |
| Jean-Baptiste Wicar         | 1762 / 1834     | Louis-Jean Guéret       | Peinture         |                                           |                           |
| Alfred Agache               | 1843 / 1915     | Alphonse Colas          | Peinture         |                                           |                           |
| Alphonse Colas              | 1818 / 1887     | François Souchon        | Peinture         | Prix Wicar 1842                           |                           |
| Léon-François Comerre       | 1850 / 1916     | Alphonse Colas          | Peinture         | Prix de Rome 1875 Officier LH             |                           |
| Henri Biebuyck              | 1835 / 1907     | Albert Darcq            | Peinture         |                                           |                           |
| Albert Darcq                | 1848 / 1895     | Alphonse Colas          | Peinture         |                                           |                           |
| Pharaon de Winter           | 1849 / 1924     | Alphonse Colas          | Peinture         |                                           |                           |
| Alexandre Houzé             | 1837 / 1908     | Alphonse Colas          | Peinture         |                                           |                           |
| Gaston Thys                 | 1863 / 1893     | Alphonse Colas          | Peinture         | Prix de Rome 1889                         |                           |
| Auguste Mourcou             | 1823 / 1911     | Charles Benvignat       | Architecture     |                                           |                           |
| Pierre Caloine              | 1818 / 1859     | Charles Benvignat       | Architecture     |                                           |                           |
| Henri Contamine             | 1818 / 1897     | Charles Benvignat       | Architecture     |                                           |                           |
| Louis Gilquin               | 1827 / 1909     | Charles Benvignat       | Architecture     |                                           |                           |
| Gustave Alavoine            | 1824 / 1869     | Charles Benvignat       | Architecture     |                                           |                           |
| Charles Leroy               | 1816 / 1879     | Charles Benvignat       | Architecture     |                                           |                           |
| Jean Baltus                 | 1880 / 1946     | Pharaon de Winter       | Peinture         |                                           |                           |
| Anatole Odilon Bernast      | 1871 / 1904     | Pharaon de Winter       | Peinture         |                                           |                           |
| Abel Bertram                | 1871 / 1954     | Pharaon de Winter       | Peinture         | Chevalier LH                              |                           |
| Médéric Bottin              | 1874 / 1912     | Pharaon de Winter       | Peinture         | Prix Wicar 1901                           |                           |
| Omer Bouchery               | 1882 / 1962     | Pharaon de Winter       | Peinture Gravure | Prix de Rome en gravure 1912 Chevalier LH |                           |
| Aristide Delannoy           | 1874 / 1911     | Pharaon de Winter       | Peinture         |                                           |                           |
| Victor Dupont               | 1873 / 1941     | Pharaon de Winter       | Peinture         |                                           |                           |
| Paul Antoine Hallez         | 1872 / 1965     | Pharaon de Winter       | Peinture         |                                           |                           |
| Auguste Herbin              | 1882 / 1960     | Pharaon de Winter       | Peinture         |                                           |                           |
| Arthur Mayeur               | 1871 / 1934     | Pharaon de Winter       | Gravure          | Prix de Rome en gravure 1896 Chevalier LH |                           |
| Jean Dubuisson              | 1914 / 2011     | Georges Dehaudt         | Architecture     | Prix de Rome 1945                         |                           |
| Marcel Desmet               | 1892 / 1973     | Georges Dehaudt         | Architecture     |                                           |                           |
| Marcel Spender              | 1902 / 1999     | Georges Dehaudt         | Architecture     |                                           |                           |
| Gaston Leclercq             | 1908 /          | Georges Dehaudt         | Architecture     |                                           |                           |
| Gustave Gruson              | 1893 / 1963     | Georges Dehaudt         | Architecture     | Chevalier LH                              |                           |
| André Lys                   | 1909 / 1973     | Georges Dehaudt         | Architecture     |                                           |                           |
| Pierre-François Delannoy    | 1921 / 1997     | Georges Dehaudt         | Architecture     |                                           |                           |
| Gaston Doisy                | 1905 / 1992     | Georges Dehaudt         | Architecture     |                                           |                           |
| Robert Clément              | 1907 /          | Georges Dehaudt         | Architecture     |                                           |                           |
| Albert Baert                | 1863 / 1951     | Émile Vandenbergh       | Architecture     | Chevalier LH                              |                           |
| Émile Dubuisson             | 1873 / 1947     | Émile Vandenbergh       | Architecture     |                                           |                           |
| Léonce Hainez               | 1866 / 1916     | Émile Vandenbergh       | Architecture     |                                           |                           |
| Armand Lemay                | 1873 / 1963     | Émile Vandenbergh       | Architecture     |                                           |                           |
| Georges Dehaudt             | 1870 / 1947     | Émile Vandenbergh       | Architecture     | Chevalier LH                              |                           |
| Edmond Pilette              | 1882 / 1973     | François-Joseph Delemer | Architecture     |                                           |                           |
| Ernest Willoqueaux          | 1882 / 1962     | François-Joseph Delemer | Architecture     |                                           |                           |
| Émile Defrenne              | 1814 / 1893     | François Souchon        | Peinture         |                                           |                           |
| Isidore Stanislas Helman    | 1743 / 1806     | Louis Joseph Watteau    | Gravure          |                                           |                           |
| Amand Gautier               | 1825 / 1894     | François Souchon        | Peinture         |                                           |                           |
| Émile Louis Salomé          | 1833 / 1891     | François Souchon        | Peinture         | Prix Wicar 1862                           |                           |
| Auguste-Joseph Herlin       | 1815 / 1900     | François Souchon        | Peinture         | Chevalier LH                              |                           |
| Édouard Reynart             | 1802 / 1879     | François Souchon        | Peinture         | Officier LH                               |                           |
| Louis Joseph César Ducornet | 1802 / 1879     | François Watteau        | Peinture         |                                           |                           |
| Jules Déchin                | 1869 / 1947     | inconnu                 | Sculpture        | Prix Wicar 1898                           |                           |
| Hector Lemaire              | 1846 / 1933     | Albert Darcq            | Sculpture        | Prix Wicar 1866                           |                           |
| Carlos Batteur              | 1844 / 1914     | Henri Contamine         | Architecture     | Prix Wicar 1867 Officier LH               |                           |
| Victor Mottez               | 1809 / 1897     | Édouard Liénard         | Peinture         |                                           |                           |
| Michel-Joseph Lequeux       | 1753 / 1786     | François-Joseph Gombert | Architecture     |                                           |                           |
| Henri Soubricas             | 1886 / 1942     | inconnu                 | Sculpture        |                                           |                           |
| Alphonse-Amédée Cordonnier  | 1848 / 1930     | Albert Darcq            | Sculpture        |                                           |                           |
| Louis Mollet                | 1894 / 1979     | Georges Dehaudt         | Architecture     |                                           |                           |

### Autres élèves
- Charles-Henry Bizard (1887-1954), peintre paysagiste
- Marcel Boudin (1902-?)[25], architecture
- Louis Bonnier (1856-1946), architecture
- David Bonpain (1875-1958), architecture
- Maurice Calka (1921-1999), sculpture
- Gérard Choain (1906-1988), sculpture
- Maurice Coasnes (1913-1968), architecture[26]
- Jeannine Colin (née en 1933)[27], atelier Wicar 1962
- Constantin Louis-Marie Cordonnier-Delemer[28] (1913-2007), architecture
- Marc Crépy[29] (né en 1951), atelier Wicar 1991
- Régis Deparis (1948-2013), peintre
- Ambroise Détrez (1811-1863), peinture[30].
- Benjamin Joseph Dewarlez (1768-1819), architecture
- Luc Dupire (né en 1928), architecture
- Henri Evaldre (1829-1900), peintre verrier[31].
- Lucien Fenaux (1911-1969), sculpture
- Léon Finet (1913-), architecture, architecte à Roubaix[32]
- Victor Gengembre (1811-1864), peinture[33].
- Emmanuel Guermonprez (1902-1966), architecture (architecte à Alger 1936-1962)[34]
- José Hentgès (1900-) architecture [35]
- César-Théodore Huidiez père (1810-ca 188x) , sculpteur actif à partir de 1833 pendant 49 ans
- Félix Huidiez (1841-ca 1905), sculpture, actif à partir de 1866
- Omer Lecroart (1912-1988), architecture, architecte à Roubaix [36]
- Hippolyte Lefèbvre (1865-1933), sculpture
- René Leleu (1911-1984), sculpture
- Armand Ernest Lemay (1901-1957) fils, architecture[37]
- Jean-Philippe Lenclos (né en 1938), dessin
- Augustin Lesieux (1877-1964), sculpture
- Jean Monneret (né en 1922), peintre
- Maurice Maes (1910-) architecture, architecte à Roubaix [38]
- Odette Maugendre-Villers (1884-1973), élève en 1907-1908[39], sculpture (épouse de Jean-Gabriel Domergue[40])
- Pierre Neveux (1902-1972) architecture, architecte à Roubaix [41]
- Achille Panichelli (1878-1942), architecture [42]
- Edmond-Jules Pennequin, gravure[43],[44],[45]
- Ludwik Peretz (1923-20xx)architecture
- Gustave Poubel (1891-), architecture, architecte à Roubaix[46]
- Maurice Salembier (1929-2008) architecture
- Aldo Travaglini (1914-1999) architecture (architecte à Saint-Dié[47])
- Maurice Vantyghem (1914-), architecture (architecte à Marcq-en-Baroeul[48])
- Georges Armand Vérez (1877-1933)[49]
- Pierre Verlé (1914-), architecture (architecte à Château-Thierry[50])
- François Verly (1760-1822), architecture
- Gaston Watkin (1916-2011), sculpture
- Jean Willerval (1924-1996), architecture
- Pierre Willoqueaux (1912-) architecte, fils d'Ernest[51]

## Collections
- 63 dessins conservés à la bibliothèque municipale de Lille, cote MS 858.